# Bettie Page
Bettie Mae Page (ur. 22 kwietnia 1923 w Nashville, Tennessee, zm. 11 grudnia 2008 w Los Angeles, Kalifornia) − amerykańska modelka pin-up.

## Życiorys
Urodziła się w rodzinie wielodzietnej, miała pięcioro rodzeństwa. Kiedy jej rodzice utracili pracę, musiała wraz z rodziną opuścić wynajęte mieszkanie. Jej ojciec na krótko trafił do więzienia za kradzież samochodu. Zajęta pracą matka miała mało czasu na opiekę nad dziećmi, toteż większość czasu Bettie spędzała w sierocińcu wraz z siostrami.
W liceum Bettie była jedną z najpopularniejszych dziewczyn, miała jednak opinię niedostępnej. Wyszła wtedy za mąż za kolegę ze szkoły. Po studiach podjęła pracę nauczycielki. Szybko jednak zraziła się do tego zawodu. W 1947 roku podjęła decyzję o opuszczeniu rodziny i Nashville i udania się do Nowego Jorku, gdzie zamierzała rozpocząć karierę aktorską. Naukę podjęła w szkole Herbert Berghof Studio, równocześnie pracując dorywczo jako sekretarka. W 1950 roku poznała na nowojorskiej plaży Coney Island Jerry'ego Tipsa, fotografa amatora, z zawodu policjanta, który namówił ją na udział w sesji fotograficznej w stroju kąpielowym. Jej zdjęcia, które trafiły do lokalnych gazet, wywołały zainteresowanie Roberta Harrisona − wydawcy erotycznych magazynów („Wink”, „Flirt”, „Beauty Parade”), który zaproponował jej pracę u siebie. Pozowała w samej bieliźnie do zdjęć, które układały się w erotyczne historyjki. Występowała też w wieczornych programach NBC i CBS, zdobywając dzięki temu dużą popularność. Od 1952 roku zaczęła pracować dla Irvinga Klawa, za jego namową zaczęła grać w filmikach o charakterze sado-maso. Pozowała również dla Bunny Yeager, byłej modelki, która zajęła się fotografią. Robione przez nią rozbierane zdjęcia Bettie trafiały do wczesnych numerów Playboya. W 1955 roku została Miss Pin-Up.
Na przełomie 1957 i 1958 roku po noworocznej mszy świętej Bettie postanowiła zerwać z aktorstwem oraz z pozowaniem. Jej ostatnie zdjęcia ukazały się w 1958 roku w czasopiśmie „Skin Diner”. W wieku 35 lat powróciła do pracy nauczycielki i ponownie wyszła za mąż. Jednak jej drugie małżeństwo przetrwało tylko półtora miesiąca. Po rozstaniu ze swoim drugim mężem przeżyła spektakularne nawrócenie. Jak wspomina: zobaczyła krzyż na dachu kościoła i weszła do środka. „Pan wziął mnie za rękę. Płakałam nad moimi grzechami”.
W 1959 roku wyjechała z powrotem do Nashville i zaczęła studiować Biblię w różnych koledżach prowadzonych przez radykalne kościoły protestanckie. Pracowała dla rozmaitych chrześcijańskich organizacji, m.in. dla Billy Grahama.
Jednak w późniejszym okresie Bettie zaczęła zdradzać objawy załamania nerwowego. W styczniu 1972 roku została aresztowana za przechadzanie się z pistoletem i wieszczenie, że gniew Boży jest blisko. Z aresztu odebrał ją jej trzeci mąż. Kilka miesięcy później, grożąc mu nożem, rozkazała mu, by modlił się przed obrazem Jezusa. Przez następne cztery lata przebywała w zakładzie psychiatrycznym. Na początku lat osiemdziesiątych pracowała jako pokojówka w Santa Monica. Jednak stamtąd trafiła do Instytutu Psychiatrycznego po tym, jak usiłowała zamordować staruszkę, którą się opiekowała, tłumacząc, że Bóg kazał jej ją zabić. Lekarze rozpoznali u niej schizofrenię paranoidalną. Szpital opuściła w 1992 roku.